# 身体計測
身体計測（しんたいけいそく）とは、健康診断と義肢、装具作成のときに必要な検査である。

## 内容
- 身長
  - 巨人症
  - 小人症
- 体重
  - 肥満
  - やせ
- 四肢長
  - 上肢
    - 上肢長：肩峰外側端（または第7頚椎棘突起）→橈骨茎状突起（または中指先端）
    - 上腕長：肩峰外側端→上腕骨外側上顆
    - 前腕長：上腕骨外側上顆→橈骨茎状突起
    - 手長：橈骨茎状突起→中指先端

  - 下肢
    - 下肢長
      - 棘果長（SMD）：上前腸骨棘→（脛骨）内果
      - 転子果長（TMD）：大転子→外果

    - 大腿長：大転子→外側膝関節裂隙→外果
    - 下腿長：外側膝関節裂隙→外果
    - 足長：踵後端→足（母趾または第2趾）先端

  - 四肢の周径
    - 上腕周径：上腕二頭筋筋腹の最大隆起部で測定
    - 前腕周径
      - 前腕最大周径：前腕の最大隆起部で測定
      - 前腕最小周径：前腕の最も細い部（橈骨尺骨の茎状突起の近位）で測定

    - 大腿周径：膝関節裂隙より一定の距離（成人では通常10cm以上、小児では通常5cm以上）で測定
    - 下腿周径
      - 下腿最大周径：下腿の最大隆起部で測定
      - 下腿最小周径：下腿の最も細い部（内果、外果の直上）で測定
- 胸囲：乳頭の直上と肩甲骨下角の直下
- 腹囲：第12肋骨先端と腸骨稜の中間
- 指の太さ：ホイートシーフの指輪で計測
  - 断端長
    - 上肢
      - 上腕切断：肩峰～断端末（cm）
      - 前腕切断：外側上顆～断端末（cm）

    - 下肢
      - 大腿切断：坐骨結節～断端末（cm）
      - 下腿切断：膝蓋骨下縁（または膝関節裂隙）～断端末（cm）

  - 健側長
    - 上肢
      - 肩峰～母指先端（cm）
      - 外側上顆～母指先端（cm）

  - 断端周径：浮腫が強い場合で断端末に近い部位